# Mortician
Mortician er et tomands døds/deathgrind-band fra Yonkers, New York dannet i 1989 under navnet Casket. De ændrede dog navnet til Mortician efter færdiggørelsen af deres første sang af samme navn. Trommeslager Matt Sicher var Morticians originale perkussionist indtil sin død i 1992. Da de ikke ønskede at erstatte ham, har de siden brugt en trommemaskine til deres indspilninger. Bandet er utroligt inspireret af horrorfilm, som kommer til udtryk i deres sangtekster, albumomslag og lydklip taget fra gyserfilm i deres sange.

## Medlemmer
- Will Rahmer – Bas, Vokal
- Roger J. Beaujard – Guitar, Trommemaskine, tidligere trommer live
- Sam Inzerra – Trommer (live)

### Former members
- John McEntee – Guitar
- Matt Sicher  – Trommer
- Anthony Prieto – Guitar (Live)
- George Torres – Trommer (Live)
- Desmond Tolhurst – Bas, guitar
- Dave Culross – Trommer (Live)
- Ron Kachnic – Guitar (Studie/live)
- Brian Sekula – Guitar (Live)
- Vic Novack – Trommer (Live)
- Mike Maldonado – Trommer (Live)

## Diskografi

### Demoer
- Rehearsal 12/14/89
- Demo #1 1990

### Studiealbum
- Hacked up for Barbecue (1996)
- Chainsaw Dismemberment (1999)
- Domain of Death (2001)
- Darkest Day of Horror Tour Edition (2002)
- Darkest Day of Horror (2003)
- Re-Animated Dead Flesh (2004)

### Epere og singler
- Brutally Mutilated (7" Single, 1990)
- Mortal Massacre (7" Single, 1991)
- Mortal Massacre (EP, 1993)
- House by the Cemetery (7" Single, 1994)
- House by the Cemetery (EP, 1995)
- Zombie Apocalypse (7" Single, 1998)
- Zombie Apocalypse (EP, 1998)
- Living Dead (Delt indspilning, 2004)

### Opsamlingsalbums
- Gummo soundtrack (Skin Peeler)
- Traces of Death III: Dead and Buried soundtrack (Traces of Death)

### Live albums
- The Final Bloodbath Session (2002)
- Zombie Massacre Live! (2004)

## Fodnoter
1. 1 2  Moritician på Encyclopaedia Metallum